# Neodiaptomus intermedius
Neodiaptomus intermedius é uma espécie de crustáceo da família Diaptomidae.
É endémica de Índia.